# آلساندرو بورگی
آلساندرو بورگی (ایتالیایی: Alessandro Borghi؛ زادهٔ ۱۹ سپتامبر ۱۹۸۶) یک هنرپیشه اهل ایتالیا است.
از فیلم‌ها یا برنامه‌های تلویزیونی که وی در آن نقش داشته‌است، می‌توان به سوبورا، خوش‌شانس، مکان، حوزه استحفاظی، جزیره و جنایت‌های غیرحرفه‌ای اشاره کرد.